# مسجد أمبورك (شيغر)
مسجد أمبورك (بالأردية: مسجد امبوڑک شگر، بالإنجليزية: Amburiq Masjid، بالفارسية: مسجد امبورک) هو مسجد يقع في شيغر (بلتستان) في منطقة غلغت بلتستان في باكستان. هو أحد أقدم المساجد في بلتستان. بُني المسجد على يد ابن شهاب الهمداني، ويعد من المعالم الشهيرة في بلتستان.

## التاريخ
وفقًا للتقاليد المحلية، زار ابن شهاب الهمداني شيغر لنشر الإسلام وتأسيس مسجد أمبورك، وهو أول مسجد بُني في وادي شيغر.